# Malocchio
Pour plus de détails, voir Fiche technique et Distribution.
Malocchio (espagnol : Más allá del exorcismo ou Mal de ojo) est un giallo hispano-mexicano-italien réalisé par Mario Siciliano et sorti en 1975.

## Synopsis
Peter Crane fait des cauchemars dans lesquels il est entouré de personnes nues qui l'appellent. Il demande de l'aide à son ami. Au même moment, on commence à trouver dans le quartier des cadavres de personnes assassinées. Dans une série de cauchemars et leur intersection avec la réalité, le protagoniste se retrouve parmi de nombreux cadavres et devient le principal suspect de meurtres en série. Un policier prend en charge l'enquête et arrive à la conclusion que le protagoniste est innocent. Lorsqu'il commence à enquêter sur les véritables raisons des meurtres, quelqu'un le tue à son tour.

## Fiche technique
- Titre original italien : Malocchio[1] ou Eroticofollia[2]
- Titre espagnol : Más allá del exorcismo (Mexique) ou Mal de ojo (Espagne)[3]
- Réalisateur : Mario Siciliano
- Scénario : Mario Siciliano, Julio Buchs, Federico De Urrutia
- Photographie : Vicente Manaya
- Montage : Otello Colangeli
- Musique : Stelvio Cipriani
- Décors : José Antonio de la Guerra
- Production : Gonzalo Elvira
- Sociétés de production : Emaus Films, Metheus Cinematografica, Producciones Gonzalo Elvira
- Pays de production :  Italie -  Mexique -  Espagne
- Langue originale : italien
- Format : couleurs par Eastmancolor - 1,85:1 - Son mono - 35 mm
- Durée : 89 minutes
- Genre : giallo, film policier, film d'horreur, film à énigme
- Dates de sortie :
  - Italie : 6 février 1975
  - Mexique : 17 août 1978

## Distribution
- Anthony Steffen : Inspecteur Ranieri
- Pilar Velázquez : Sarah Turner
- Richard Conte : Dr. Stone
- Jorge Rivero : Peter Crane
- Eduardo Fajardo : Walter
- Pia Giancaro : Tanya
- Luis La Torre : Richard Gifford
- Terele Pávez : femme de Walter